# 上阪駅
上阪駅（こうざかえき）は、かつて滋賀県（現在の長浜市）の東海道線旧線に設けられていた駅（廃駅）である。同駅廃止時は線路名称制定前で、東海道線や東海道本線にあった駅という表現が多く見られるが、史実と異なる。前述のとおり、駅は線路名称制定前に廃止されたが、駅廃止後も路線は残り、休止や再開を経て東海道線時代に路線は廃止された。

## 概要
長浜駅から大垣駅・武豊駅に至る官設鉄道が建設されたとき、1885年（明治18年）の9ヶ月間だけ設けられていた鉄道駅である。営業期間が極端に短いことから、「幻の駅」としてよく取り上げられる。廃線後は一時、馬車路線として機能していた。そのなごりで沿線には馬車をあしらった銘菓・馬車せんべい、饅頭などを販売する店も現存している。駅跡はすでに道路の一部となっており、現存しない。

## 歴史
- 1883年（明治16年）5月1日：関ケ原 - 長浜間開業。
- 1885年（明治18年）
  - 3月16日：春照駅 - 長浜駅間に当駅開業[1]。
  - 12月10日：当駅廃止[1]。

## 隣の駅
官設鉄道
春照駅 - 上阪駅 - 長浜駅